# Emoție
Emoția (din franceză émotion, italiană emozione) este definită ca o reacție afectivă de intensitate mijlocie și de durată relativ scurtă, însoțită adesea de modificări în activitățile organismului, oglindind atitudinea individului față de realitate. Emoția poate fi clasificată ca un sistem de apărare, întrucât psihologic emoția afectează atenția, capacitatea și viteza de reacție a individului dar și comportamentul general.
Emoția este o stare mentală indusă de unul sau mai mulți stimuli interni sau externi, care determină modificări corporale chimice, răspunsuri comportamentale și o anumită stare. Emoția este într-o interdependență permanentă cu starea de spirit, temperamentul, personalitatea, dispoziția și motivația persoanei respective. Sensul cuvântului emoție în limbajul cotidian este destul de diferit de cel din discursul academic.
În prezent nu există un consens științific cu privire la o definiție. Emoțiile sunt adesea împletite cu dispoziția, temperamentul, personalitatea, creativitatea. Cercetările privind emoțiile au crescut în ultimele două decenii, contribuind multe domenii, inclusiv psihologia, medicina, istoria, sociologia emoțiilor și informatica.  Numeroasele teorii care încearcă să explice originea, funcția și alte aspecte ale emoțiilor au favorizat cercetări mai intense pe această temă. Cercetarea specifică conceptului de emoție include dezvoltarea de materiale care stimulează și provoacă emoția.
În unele teorii, cunoașterea este un aspect important al emoției. Cu toate acestea, alte teorii susțin că emoția este separată și poate preceda cunoașterea. Experiența conștientă a unei emoții este o prezentare mentală a acelei emoții dintr-o experiență trecută sau ipotetică, care este legată de o stare de plăcere sau nemulțumire.

## Etimologie
Cuvântul emoție provine de la latinescul emotionis, în traducere impulsul ce aduce reacții. În psihologie este definită ca o modalitate de percepție a elementelor și relațiilor dintre realitate și imaginație, exprimată fizic prin intermediul unor funcții fiziologice, ca expresia facială sau ritmul cardiac și ducând până la reacții de conduită precum agresivitatea sau plânsul. Emoțiile sunt studiate de psihologi și, mai recent, de către oamenii de știință din domeniul inteligenței artificiale.
Termenul „emoție” a fost introdus în cercetare pentru a desemna pasiuni, sentimente și afecțiuni. Termenul modern de emoție a apărut în jurul anilor 1830. „Nimeni nu simțea emoții înainte de aproximativ 1830. În schimb, simțeau alte lucruri – „pasiuni”, „accidente ale sufletului”, „sentimente morale” – și le explicau foarte diferit față de modul în care înțelegem emoțiile de azi.”
Emoțiile pot fi definite ca o experiență pozitivă sau negativă asociată cu un anumit tipar de activitate fiziologică. „Rolul inițial al emoțiilor a fost acela de a motiva comportamente adaptive care în trecut ar fi contribuit la transmiterea genelor prin supraviețuire, reproducere și selecție naturală.” Dicționarul Oxford definește emoția ca „Un sentiment puternic care decurge din circumstanțele, starea de spirit sau relațiile cu ceilalți.” Joseph LeDoux a definit emoțiile ca rezultat al unui proces cognitiv și conștient care apare ca răspuns la stimuli care acționează asupra corpului.

## Istorie
Platon, în Republica, propune trei componente de bază ale minții umane: raționamentul, dorința și părțile emotive. Pentru Aristotel emoțiile au fost importante în viața morală, o componentă esențială a virtuții. Stoicii au evidențiat importanța emoțiilor în judecată (în teoriile stoice, emoțiile sunt considerate o piedică pentru rațiune, și deci pentru virtute). În Evul Mediu viziunea aristotelică a fost dezvoltată de scolasticism, în special de Toma de Aquino. Avicenna (sec. 11) poate fi considerat ca un precursor al inteligenței emoționale, considerând că emoțiile influențează sănătatea și comportamentele și sugerând necesitatea de a gestiona emoțiile. În antichitatea chineză emoțiile excesive erau considerate ca fiind dăunătoare, inclusiv pentru organele vitale.
Teoria evoluției, prin cartea din 1872 a lui Charles Darwin, The Expression of the Emotions in Man and Animals, a influențat perspectiva asupra emoțiilor. Darwin a susținut că emoțiile au evoluat prin moștenirea caracterelor dobândite, dar că în prezent nu servesc niciunui scop evolutiv pentru oameni, nici în comunicare nici în supraviețuire. Din studiul expresiilor non-verbale, el a concluzionat că unele expresii au universalitate interculturală, exemplificând cu expresii omologe ale emoțiilor care apar la animale. Acest aspect a direcționat spre studiul neuronal al emoțiilor.
În epoca moderna timpurie emoțiile au fost abordate în operele filozofilor, precum René Descartes, Niccolò Machiavelli, Baruch Spinoza, Thomas Hobbes, și David Hume. Emoțiile erau considerate adaptive și, in sec. 18, au fost studiate mai ales dintr-o perspectivă psihiatrică empirică. Un model al emoțiilor elaborat de Descartes și susținut de mulți psihologi contemporani ia în considerație câteva emoții de bază din care sunt compuse toate celelalte emoții. Hobbes a asimilat „pasiunile” cu atracțiile sau aversiunile specifice. Hume a considerat că rațiunea este sclavul pasiunilor, iar pentru Spinoza emoțiile fac diferența între viața cea mai bună și cea mai rea influențând puterea sufletului. Kant a văzut emoțiile ca fenomene esențial conotative.
William James susținea in 1884 că sentimentele și emoțiile sunt secundare fenomenelor fiziologice, considerând că percepția „faptelor excitante” determină direct răspunsuri fiziologice („emoții”) Conform acestuia, stimulii declanșează activitatea în sistemul nervos autonom, care produce astfel o experiență emoțională în creier. El a pornit de la ideea că emoțiile sunt o clasă de sentimente, diferite de senzații și de percepții prin calitatea lor experimentată, dezvoltând, împreună cu Carl G. Lange „teoria James-Lange” a emoției. Conform acestei teorii emoțiile sunt sentimente specifice cauzate de modificările condițiilor fiziologice legate de funcțiile autonome și motorii. James a afirmat astfel că „ne pare rău pentru că plângem, suntem supărați pentru că ne-am lovit, ne e frică pentru că tremurăm, și nu invers [nu plângem, ne lovim sau tremurăm pentru că ne pare rău, suntem supărați sau ne e frică, după caz).” Astfel, un stimul care evocă emoția declanșează un model de răspuns fiziologic care este interpretat ca o emoție particulară, interpretare susținută de experimente. Această teorie nu distinge însă între emoții, conform lui Walter Cannon. Potrivit lui James, ceea ce distinge emoțiile este faptul că fiecare implică percepția unui set unic de schimbări corporale. Teoria James-Lange este disputata din punctul de vedere al cauzalității (stările corporale care provoacă emoții și sunt a priori), dar cei mai mulți neurologi contemporani folosesc componentele teoriei. Contribuția principală a teoriei este accentul pe întruchiparea emoțiilor, faptul că schimbările în corespondenții corporali ale emoțiilor pot modifica intensitatea experimentată.
Walter Bradford Cannon a susținut că răspunsurile fiziologice sunt prea lente și adesea imperceptibile, și deci nu ar putea reprezenta conștientizarea subiectivă relativ rapidă și intensă a emoției, rezultând răspunsuri destul de nediferențiate Un eveniment care evocă emoția declanșează simultan atât un răspuns fiziologic, cât și o experiență conștientă a unei emoții. Phillip Bard a dezvoltat aceasta teorie, cunoscuta sub numele de teoria Cannon-Bard. Urmare a studiilor lui Bard, Cannon a susținut că stimulii emoționali declanșează simultan atât aspecte fiziologice cât și experiențiale ale emoției.
Taylor considera că emoțiile sunt strâns legate de motivele care le dau naștere. Deși procesele psihologice de bază depind de practicile și semnificațiile socioculturale, conceptul de emoție fiind relativ nou nu a abordat în mod convingător aspectul intercultural, cultura influențând în mod esențial înțelegerea și exprimarea emoțiilor. Psihologii apelează la metode precum analiza factorilor pentru a limita emoțiile la dimensiuni măsurabile și în același timp diferențiabile. Pe baza acestor dimensiuni se construiesc hărți de coordonate pentru a evidenția o componentă importantă a emoției, afectul nucleului.
Opiniile contemporane s-au concentrat pe motivarea, de către emoții, a comportamentelor adaptive în mediul ancestral. Emoțiile sunt astfel considerate ca influențând deciziile. Teoriile somatice din sec. 19, în special prin William James, susțin importanța primordială a răspunsurilor corporale la emoții. Teoria a pierdut teren în secolul 20, dar a fost reluată recent în studiile neurologice  ale unor teoreticieni precum John Cacioppo, António Damásio, Joseph E. LeDoux și Robert Zajonc.

## Clasificarea emoțiilor

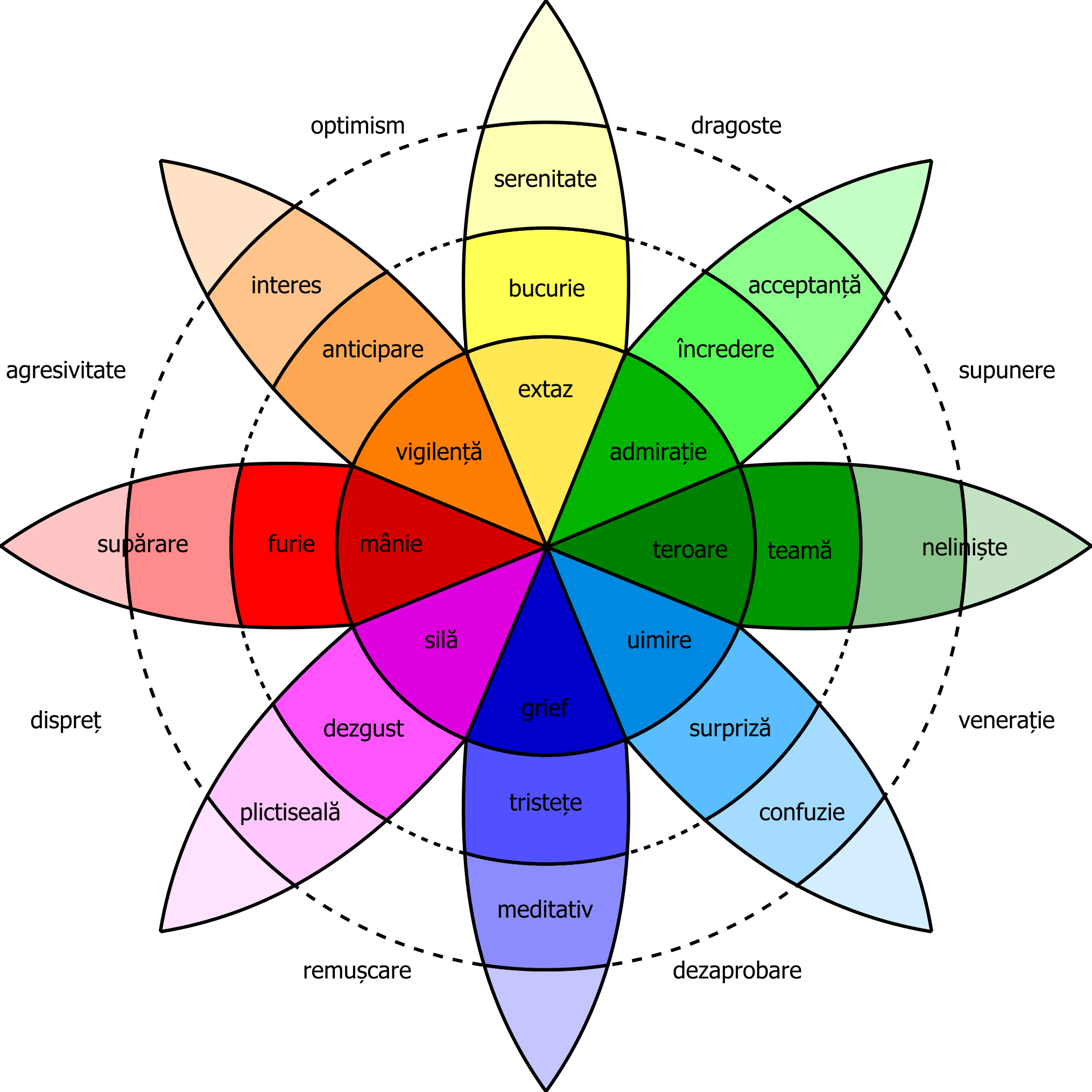
Roata emoțiilor lui Plutchik

Emoțiile pot fi evenimente sau dispoziții, de durată variabila, cu o intensitate situată pe o scală continuă conform psihoterapeutului Michael C. Graham. Răspunsurile la emoții pot fi mecanisme verbale, fiziologice, comportamentale și/sau neuronale. Emoțiile au ca rezultat schimbări fizice și psihologice care influențează comportamentul. Ele sunt adesea forța motrice a motivațiilor. Emoțiile sunt răspunsuri la evenimente interne și externe semnificative. Emoțiile facilitează adaptarea la mediu, fiind rezultat al evoluției. Emoțiile permit comunicarea intr-o comunitate, cu valoare etica pozitiva sau negativă.
Clasificarea emoțiilor nu este universală, și depinde de contextul cultural, deși unele emoții au un caracter intercultural, sunt universale. Graham diferențiază emoțiile ca funcționale sau disfuncționale, și susține că toate emoțiile funcționale au beneficii. O altă modalitate de clasificare a emoțiilor este în funcție de posibila țintă. În funcție de durata trăirii, se poate distinge între episoadele emoționale (de scurtă durată) și dispozițiile emoționale (comparabile cu trăsăturile de caracter). Alți specialiști includ emoțiile într-o categorie mai generală de „stări afective”.
Paul Ekman a susținut că emoțiile sunt discrete, măsurabile și distincte fiziologic, unele fiind recognoscibile chiar universal, independent de cultură, respectiv furie, dezgust, frică, fericire, tristețe și surpriză. Studiile mai recente ale lui Daniel Cordaro și Dacher Keltner au extins lista emoțiilor. Robert Plutchik a dezvoltat „roata emoțiilor”, sugerând opt emoții primare grupate pozitiv sau negativ: bucurie versus tristețe; furie versus frică; încredere versus dezgust; și surpriză versus anticipație. Emoțiile complexe apar din combinarea emoțiilor de bază într-un anumit context cultural.

### Emoții de bază
- Tristețe
- Bucurie
- Furie
- Frică